# Empoasca photophila
Empoasca photophila är en insektsart som först beskrevs av Berg 1879.  Empoasca photophila ingår i släktet Empoasca och familjen dvärgstritar. Inga underarter finns listade i Catalogue of Life.